# 野村美月
野村 美月（のむら みづき）は、日本の小説家。福島県出身。東洋大学文学部国文学科卒業。
野村美月以前に香山暁子のペンネームでデビューしていたことを、2024年に公表した。

## 経歴
1995年、第25回コバルト・ノベル大賞で、香山暁子名義で応募した「りんご畑の樹の下で」でノベル大賞を受賞する。翌年2月、コバルト文庫から『リフレイン！』を刊行して書籍デビュー、その後『りんご畑の樹の下で』『薔薇の主張』『屋根裏の姫君』『森の祈り』などを刊行する。またポプラ社のティーンズミステリー文庫から『ミステリー作家・朝比奈眠子』シリーズを5巻まで刊行する。
2001年、野村美月名義で『赤城山卓球場に歌声は響く』で第3回ファミ通エンタテインメント大賞の小説部門で最優秀賞を受賞した。翌年ファミ通文庫から同作品でデビュー、続けて『フォーマイダーリン!』『天使のベースボール』と3か月連続で作品が刊行された。
2006年に刊行された『“文学少女”と死にたがりの道化』から始まる『“文学少女”』シリーズで、『このライトノベルがすごい! 2009』作品ランキング1位を受賞する。2009年に『文学少女』の劇場アニメ化が発表され、2010年5月に『劇場版“文学少女”』が公開された。
2015年には20代から30代向けの講談社の新文庫レーベル「講談社タイガ」の第一弾として『晴追町には、ひまりさんがいる。』が刊行される。2016年の途中から長らく新作が発表されなかったが、2020年に『むすぶと本。』シリーズが2冊同時出版されるなど活動が再開された。

## 作風
氷室冴子や新井素子の小説、『赤毛のアン』『若草物語』などの児童文学に強い影響を受け、少女小説的な作風の作品を得意とする。

## 作品リスト

### シリーズ

#### 天使のベースボール
1. 天使のベースボール（2002年4月 ファミ通文庫）- イラスト：尾崎弘宜
2. 天使のベースボール 2（2003年7月 ファミ通文庫）

#### Bad! Daddy
1. Bad! Daddy 1 パパに内緒で正義の味方（2003年10月 ファミ通文庫）- イラスト：煉瓦
2. Bad! Daddy 2 五月祭にパパは踊る（2003年12月 ファミ通文庫）
3. Bad! Daddy 3 パパのキッスは苺味（2004年3月 ファミ通文庫）
4. Bad! Daddy 4 やっぱり！とっても！パパが好き！（2004年7月 ファミ通文庫）

#### うさ恋。
1. うさ恋。 1 女なんか、嫌いだ〜っ！（2004年12月 ファミ通文庫）- イラスト：森永こるね
2. うさ恋。 2 おまえ、輝いてるぜ！（2005年3月 ファミ通文庫）
3. うさ恋。 3 オトされて、たまるか！（2005年6月 ファミ通文庫）
4. うさ恋。 4 泣かせて、ゴメン。（2005年9月 ファミ通文庫）
5. うさ恋。 5 好きだ、好きだ、大好きだ〜っ!!（2005年11月 ファミ通文庫）

#### 吸血鬼になったキミは永遠の愛をはじめる
1. 吸血鬼になったキミは永遠の愛をはじめる（2014年5月 ファミ通文庫）- イラスト：竹岡美穂
2. 吸血鬼になったキミは永遠の愛をはじめる 2（2014年8月 ファミ通文庫）
3. 吸血鬼になったキミは永遠の愛をはじめる 3（2014年12月 ファミ通文庫）
4. 吸血鬼になったキミは永遠の愛をはじめる 4（2015年4月 ファミ通文庫）
5. 吸血鬼になったキミは永遠の愛をはじめる 5（2015年8月 ファミ通文庫）
6. 吸血鬼になったキミは永遠の愛をはじめる Long Long Engage（2016年2月 KADOKAWA）

#### SとSの不埒な同盟
1. SとSの不埒な同盟（2015年7月 ダッシュエックス文庫）- イラスト：ふゆの春秋
2. SとSの不埒な同盟 2（2015年10月 ダッシュエックス文庫）

#### 晴追町には、ひまりさんがいる。
1. 晴追町には、ひまりさんがいる。 はじまりの春は犬を連れた人妻と（2015年10月 講談社タイガ）- イラスト：志村貴子
2. 晴追町には、ひまりさんがいる。 恋と花火と図書館王子（2016年4月 講談社タイガ）

#### 楽園への清く正しき道程
1. 楽園への清く正しき道程 0番目は北国産のツンドラ王妃？（2015年11月 ファミ通文庫）- イラスト：竹岡美穂
2. 楽園への清く正しき道程 1番目はお嫁さんにしたい系薄幸メイド（2016年1月 ファミ通文庫）
3. 楽園への清く正しき道程 庶民出身の国王様がまたご愛妾を迎えられるそうです（2016年5月 ファミ通文庫）
4. 楽園への清く正しき道程 国王様と楽園の花嫁たち（2016年9月 ファミ通文庫）

#### むすぶと本。
1. むすぶと本。 『外科室』の一途（2020年6月 ファミ通文庫）- イラスト：竹岡美穂[14]
2. むすぶと本。 『さいごの本やさん』の長い長い終わり（2020年6月 KADOKAWA）
3. むすぶと本。 『嵐が丘』を継ぐ者（2020年11月 ファミ通文庫）
4. むすぶと本。 七冊の『神曲』が断罪する七人のダンテ（2021年2月 KADOKAWA）
5. むすぶと本。 『夜長姫と耳男』のあどけない遊戯（2021年7月 ファミ通文庫）

#### 世々と海くんの図書館デート
1. 恋するきつねは、さくらのバレエシューズをはいて、絵本をめくるのです。（2020年10月 講談社青い鳥文庫） - イラスト：U35
2. 夏のきつねのねがいごとは、だいすき。だいすき。だいすきです。（2020年10月 講談社青い鳥文庫）
3. ハロウィンのきつねは、いたずらな魔王様といっしょにいたいのです。（2021年4月 講談社青い鳥文庫）
4. クリスマスのきつねは、だんろのまえでどんなゆめをみる?（2021年7月 講談社青い鳥文庫）
5. 春めくきつねは、つりばしにゆられて、あのこに会いにゆきます。（2021年10月 講談社青い鳥文庫）

#### 三途の川のおらんだ書房
1. 三途の川のおらんだ書房 迷える亡者と極楽への本棚（2020年12月 文春文庫） - イラスト：月岡月穂
2. 三途の川のおらんだ書房 転生する死者とあやかしの恋（2021年10月 文春文庫）

#### ものがたり洋菓子店 月と私
1. ものがたり洋菓子店 月と私 ひとさじの魔法（2023年10月、ポプラ文庫、ISBN 978-4-591-17932-1）[注釈 1]
2. ものがたり洋菓子店 月と私 ふたつの奇跡（2024年4月、ポプラ文庫、ISBN 978-4-591-18168-3）
3. ものがたり洋菓子店 月と私 さんどめの告白（2024年10月、ポプラ文庫、ISBN 978-4-591-18352-6）
4. ものがたり洋菓子店 月と私 よっつの嘘（2025年4月、ポプラ文庫、ISBN 978-4-591-18592-6）

### その他
- フォーマイダーリン! 月夜は無邪気に竜退治（2002年3月 ファミ通文庫）- イラスト：戸部淑
- 陸と千星 世界を配る少年と別荘の少女（2014年6月 ファミ通文庫）- イラスト：竹岡美穂
- アルジャン・カレール 革命の英雄、或いは女王の菓子職人（2014年10月 ファミ通文庫 上下巻）- イラスト：マニャ子
- 親友の彼女を好きになった向井弘凪の、罪と罰。（2014年11月 ダッシュエックス文庫）- イラスト：河下水希
- 下読み男子と投稿女子 優しい空が見た、内気な海の話。（2015年6月 ファミ通文庫）- イラスト：えいひ
- 記憶書店うたかた堂の淡々（2020年7月 講談社タイガ） - イラスト：本山はな奈[15]
- ストーリーテラーのいる洋菓子店 月と私と甘い寓話（2020年12月 ポプラ社） - イラスト：Ajimita
- 元カノが転校してきて気まずい小暮理知の、罠と恋。（2021年3月 ガガガ文庫） - イラスト：へちま
- 幼なじみが妹だった景山北斗の、哀と愛。（2021年10月 ガガガ文庫） - イラスト：へちま
- ビストロ・べーテヘようこそ 幸せのキッシュロレーヌ（角川文庫、2024年12月、ISBN 9784041154731）
- 紅茶とマドレーヌ（ハルキ文庫、2025年5月、ISBN 978-4-75844721-8）

### 短編作品
- こっちにおいで、子猫ちゃん。（『ショートストーリーズ 3分間のボーイ・ミーツ・ガール』2012年7月 ファミ通文庫）
- 鑑賞部の不埒な倫理（『部活アンソロジー 2 「春」』2013年8月 ファミ通文庫）
- 桃園のいばら姫（『7days wonder 紅桃寮の七日間』2009年7月 ポプラ社／『寮の七日間 青春ミステリアンソロジー』2012年1月 ポプラ文庫ピュアフル）

## 香山暁子名義
野村美月としてデビューする前、香山暁子の筆名で「りんご畑の樹の下で」でコバルト・ノベル大賞を受賞している。2024年8月より香山暁子名義の作品の一部のKindle出版を開始した。

### コバルト文庫
- リフレイン！ 〜アムール達の伝言〜（1996年）
- りんご畑の樹の下で（1996年）
- 薔薇の主張 〜悩める女優篠原あやか〜（1997年）
- 屋根裏の姫君 ガラスの靴をはいた少女（1998年）
- 屋根裏の姫君 裸足の花嫁（1998年）
- 森の祈り 花冠の姫君（1999年）
- 森の祈り 太陽の恋・月の恋（2000年）

### ポプラ社〈ティーンズミステリー文庫〉
- ミステリー作家・朝比奈眠子 眠り姫は殺し屋研修中（2000年）
- ミステリー作家・朝比奈眠子 眠り姫は恋のトライアングル中（2000年）
- ミステリー作家・朝比奈眠子 眠り姫は駆け落ち演習中（2000年）
- ミステリー作家・朝比奈眠子 眠り姫は危険なお昼寝中（2001年）
- ミステリー作家・朝比奈眠子 眠り姫は密室ロマンス中（2001年）

### Kindle版（美月文庫）
- りんご畑の樹の下で
- 森の祈り1 花冠の姫君
- 森の祈り2 太陽の恋・月の恋
- 森の祈り3 二人の聖女
- 学園天国
- 薔薇の主張〜悩める女優篠原あやか
- 香山暁子短篇集 助手席に赤い薔薇〜悩める女優篠原あやか・他
- 屋根裏の姫君（上） ガラスの靴をはいた少女
- 屋根裏の姫君（下） 裸足の花嫁

## メディアミックス
- 羊くんならキスしてあげる★ビジュアルファンブック（2008年4月 メディエイション）- イラスト：天広直人
  - 「E☆2」Vol.2（2005年12月） - Vol.13（2008年1月）での連載を単行本化したもの。
- 文庫では完結した『Bad! Daddy』の続編がイラストを担当した煉瓦（貴島煉瓦）により『マジキュー』で漫画として連載され、2006年には単行本が出版された。
- 『“文学少女”シリーズ』『ヒカルが地球にいたころ……』『ドレスな僕がやんごとなき方々の家庭教師様な件』のメディアミックス作品についてはそれぞれの記事を参照。